# Машинные швейные иглы

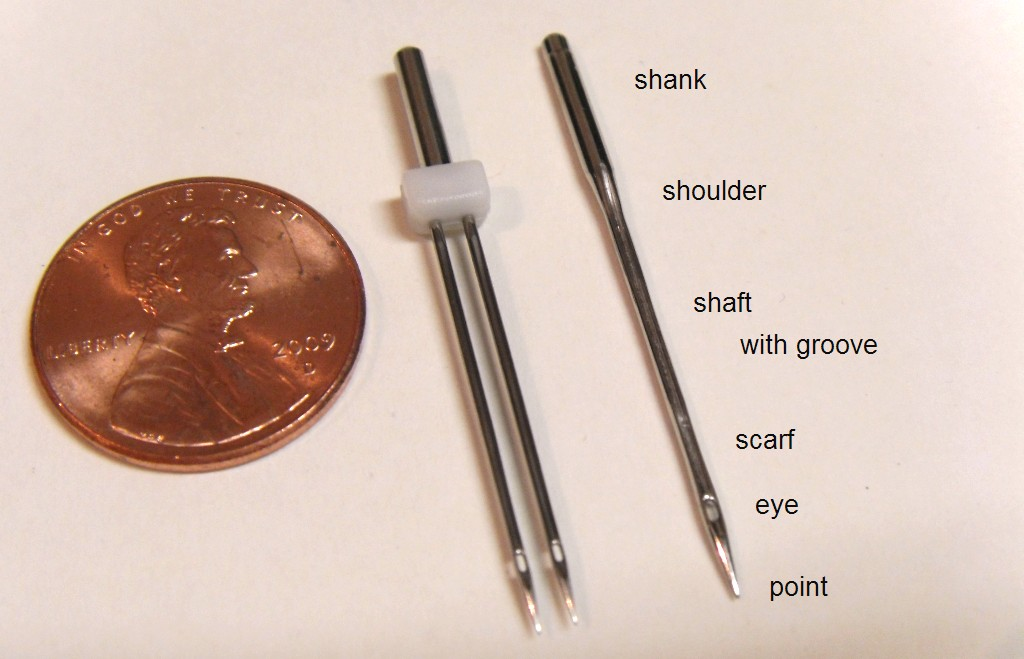
Двойная и прямая с ушком иглы

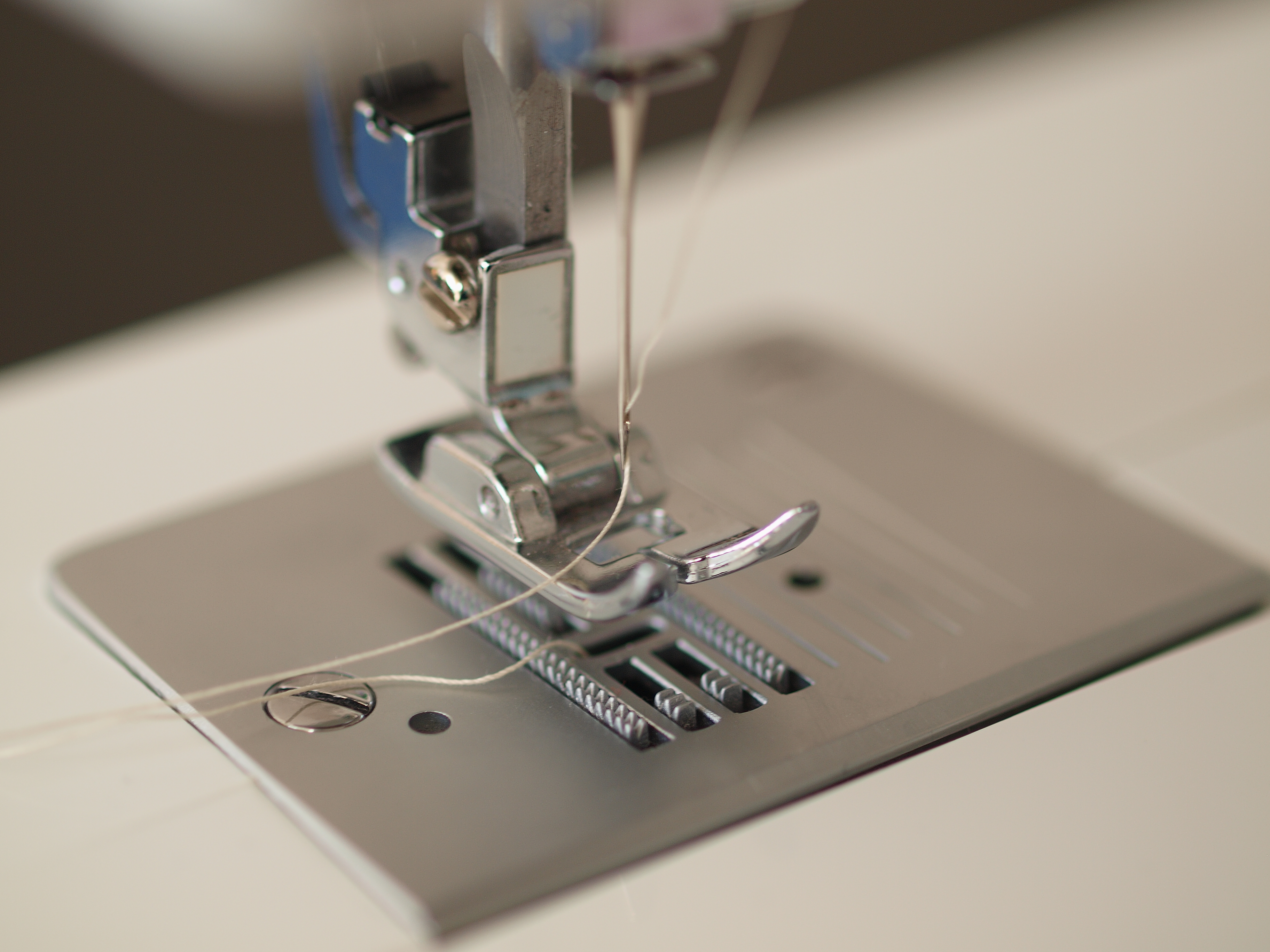
Игла бытовой швейной машины с заправленной ниткой

Строение иглы
1 — торец, 2 — колба, 3 — переходный конус, 4 — стержень, 5 — выемка, 6 — ушко, 7 — острие, 8 — длинный желобок, 9 — прерывистый желобок, 10 — перемычка
Размеры
L — общая длина иглы, l_{1} — длина от торца до ушка, l — длина колбы,
d - диаметр стержня, D - диаметр колбы

Маши́нные шве́йные и́глы — иглы для бытовых и промышленных швейных машин (стачивающих, обмёточных (оверлоков), стачивающе-обмёточных и других видов), а также для ниткошвейных машин брошюровочно-переплётного производства.
Большинство игл для швейных машин изготовлено из различных сортов закаленной стали, покрытой никелем или хромом, хотя некоторые иглы покрыты специальным керамическим или титановым покрытием. Нитрид титана — отражающий керамический материал золотистого цвета — снижает истирание, позволяя игле оставаться более острой и служить дольше, чем другие разновидности игл. Однако титан не делает иглу более прочной в отношении изгиба, и такие иглы сгибаются и ломаются так же легко, как и любые другие.
Никелирование — наименее дорогая и наименее прочная форма покрытия. Хромирование обеспечивает лучшую стойкость к истиранию. Нитрид титана поверх хрома является самым дорогим и превосходит по своим характеристикам как хром, так и никель.

## Типы
- Прямые с ушком
- Двухстержневые (двойные)
- Трёхстержневые (тройные)
- Прямые без ушка
- Прямые без ушка с коленом
- Прямые с крючком
- Прямые с крючком и коленом
- Радиусные с ушком
- Радиусные без ушка
- Радиусные с крючком

## Маркировка

Схематичное отображение образования стежков швейной машинкой. Жёлтым цветом верхняя нитка подаваемая иглой, зелёным — нижняя нитка подаваемая челночным механизмом из шпульки

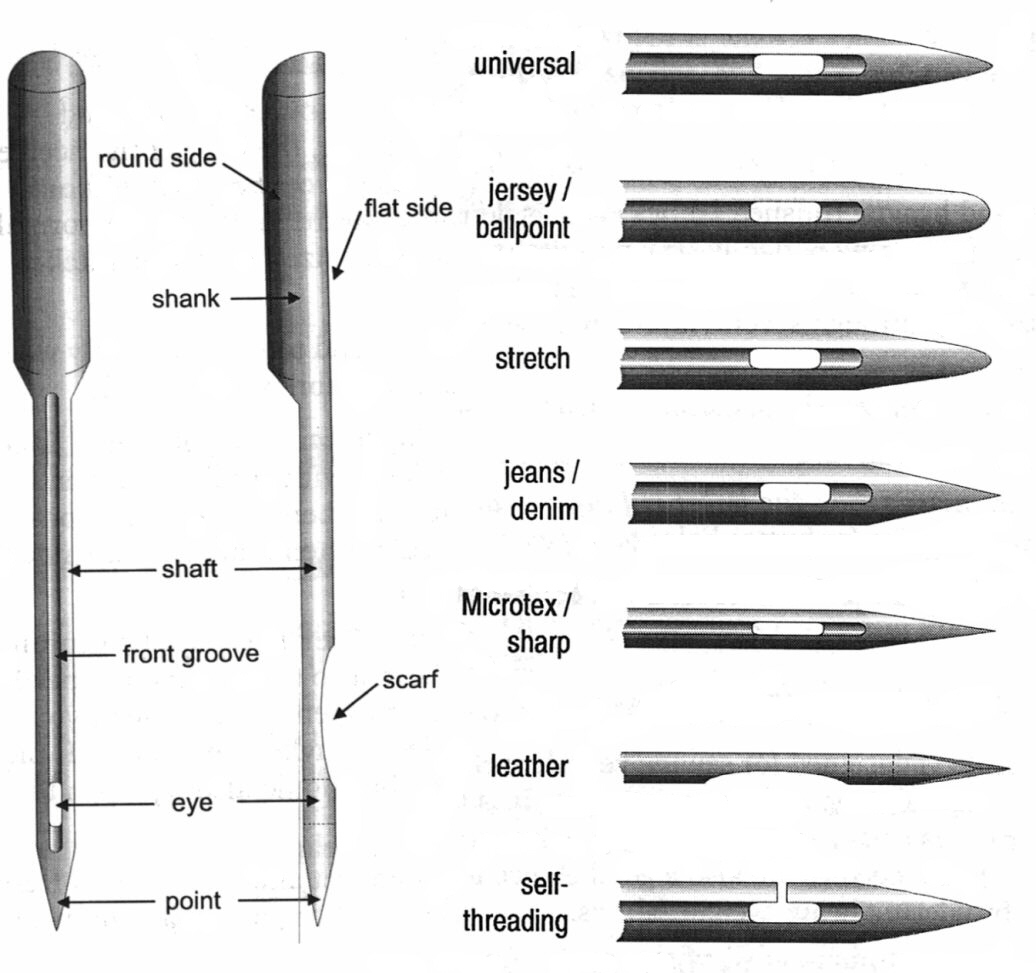
Некоторые виды машинных швейных игл в зависимости от формы острия

Маркировка машинных швейных игл наносится на колбу, также она может быть на упаковке. Маркировка может содержать буквы и цифры показывающие тип, номер и вид иглы, некоторые производители наносят цветовую маркировку колбы.

### Тип
В зависимости от производителя, тип игл для швейных машин маркируется различными обозначениями.
Для бытовых машин
- 130 / 705 H / HA×1 — стандартные (универсальные) иглы для бытовых швейных машин и оверлоков.
- EL×705 / HA×1 SP, DC×1 / 81×1, 16×231 / DB×1, 2054 / 16×75 — для бытовых оверлоков.

Для промышленных машин
- DP×5 / 135×5 / 134R:797 / 0319-02 — для машин челночного стежка.
- DC×27 / 0029-02 — для оверлоков.

### Номер
Номер (размер, толщина иглы) обозначается целым двузначным или трёхзначным числом, являющимся диаметром стержня (в миллиметрах), умноженным на 100 (размеры от 50 до 400). Двухстержневые иглы имеют дополнительный размер межосевого расстояния стержней (в миллиметрах).
Чем больше номер, тем для более толстых и плотных материалов применяется игла.
У производителей швейных игл может быть своё обозначение номера игл. Также широко распространена порядковая система нумерации игл фирмы Singer, которая может указываться вместе со стандартной (метрической) системой нумерации.
Таблица. Соответствие стандартного (метрического) номера игл порядковому.
| Метрический номер (сотые доли мм) | 50 | 55 | 60 | 65 | 70 | 75 | 80 | 85 | 90 | 95 | 100 | 105 | 110 | 120 | 125 | 130 | 140 |
| Порядковый номер (доли дюйма)     | 5  | 6  | 8  | 9  | 10 | 11 | 12 | 13 | 14 | 15 | 16  | 17  | 18  | 19  | 20  | 21  | 22  |

| Метрический номер | 150 | 160 | 180 | 190 | 200 | 230 | 250 | 280 | 300 | 330 | 350 | 400 |
| Порядковый номер  |     | 23  | 24  |     | 25  | 26  | 27  | 28  | 29  | 30  | 31  |     |

### Назначение
В зависимости от производителя на упаковках или иглах могут встречаться некоторые буквенные обозначения обозначающие для шитья каких материалов они предназначены в зависимости от толщины, формы стержня, острия и т. д.. Некоторые примеры:
Прокалывающие
- R, RD, SET, H, UNIVERSAL — стандартные, универсального применения. Имеют слегка закругленное острие, размеры 60-110, сечение круглое. Предназначены для пошива тонких тканей, тканей средней плотности, тонких материалов с покрытием, простых тканей, для потайного стежка тканных материалов, искусственной кожи, тканей с покрытием, сотканного и скатанного денима.
- SPI, R-SPI, S SET, RS, H-M, SHASPI, MICROTEX, SHARP — особо острые, сечение круглое. Предназначены для пошива микроволокнистых тонких плотнотканных тканей (шёлк, тафта и др.), материалов с покрытием, для потайного стежка и прямых стёганных швов. Диаметр прокола минимальный, размеры 60-80, используются тонкие нити.
- EH, H SET, EH-SET, SET RT, STU, R-STU, STUB, RG, NEW RD, S BALL, EMBROIDERY — закругленные (затупленные), сечение круглое. Универсальные, для цепного стежка, трикотажа, микроволокна, пришивания пуговиц, декоративного вышивания, кожаной одежды.

Раздвигающие
- SES, BPL, FFG, J BALL, L BALL, NYR, SIN, TB, H-S, STRETCH — с тупым остриём, круглое сечение, тонкие. Раздвигает нити ткани, не повреждая их. Для шитья эластичных тканей (трикотажа тонкого и средней плотности, синтетических эластичных тканей, джерси), обивочного материала с основой из трикотажа.
- SUK, H-SUK, B BALL, M BALL, FG, SI, BPM, LAC, JERSEY — с малым сферическим остриём, круглое сечение, толстые. Раздвигает нити ткани, не повреждая их. Для шитья толстого трикотажа, джерси, вязаных материалов, эластичных грубовязанных материалов с резинкой или эластомером.
- SKU, H BALL, U BALL, G, CAL, BPH — со средним сферическим остриём, круглое сечение. Для шитья грубых высокоэластичных и открытых материалов.
- SKF, Y BALL, EX H BALL, TR, C, BIL, BPEH, SCHIFFLI — остриё широкое сферическое, круглое сечение. Для вышивания открытых структурных материалов (тюль, гардинные полотна и др.), шитья грубого объёмного трикотажа, тонких нежных эластичных материалов с нитями лайкры (эластана).
- SKL — остриё широкое с сильным закруглением, круглое сечение. Для пошива грубого трикотажа, средней плотности и плотных эластичных вязанных материалов с нитями лайкры.

Режущие
- LL, TW — острие клинообразное, повёрнуто налево на 45° к направлению шва, овальное сечение. Применяется для пошива натуральной и искусственной кожи, шов декоративный с наклоном.
- LR, R TW, N R TW, B2RS — острие клинообразное, повёрнуто направо на 45° к направлению шва, овальное сечение.

## Размеры
Примерная длина иглы 38,5 мм.

## Виды
Таблица. Виды игл для швейных машин.
| Назначение                                                                                                | Номер  | Остриё и другие характеристики                                                                                              |
| --- | ------ | --- |
| Плотные и гладкие ткани                                                                                   | 70—110 | Заострённое |
| Обычные и синтетические ткани, кожа (универсальные, стандартные иглы)                                     | 80—120 | Заострённое |
| Трикотаж                                                                                                  | 70—100 | Слегка закруглённое |
| Тонкий трикотаж, джерси                                                                                   | 75—90  | Слегка закруглённое |
| Трикотаж средней плотности, джинсовые ткани, корсетные изделия                                            | 80—110 | Средне закруглённое |
| Тонкие высокоэластичные ткани (лайкра, эластомер), грубый трикотаж                                        | 75—100 | Сильно закруглённое |
| Высокоэластичные ткани, женское нижнее бельё, грубый трикотаж                                             | 65—90  | Сильно закруглённое |
| Плотные ткани                                                                                             | 80—110 | С левосторонней боковой канавкой — для предотвращения обрыва игольной нити. Можно использовать самую маленькую длину стежка |
| Плотные ткани                                                                                             | 80—100 | С правосторонней боковой канавкой. В двухигольных машинах устанавливается слева                                             |
| Нетканые, синтетические, прорезиненные материалы, брезент, картон, обивка для мягкой мебели, чехлы, обувь | 90—140 | Режущее, трёхгранное |
| Кожа | 90—130 | Режущее, четырёхгранное |
| Вышивание мережки                                                                                         | 100    | Стержень с лопастью |
| Простёгивание (квилтинг)                                                                                  | 75—90  | Слегка закруглённое |